# Resolutie 357 Veiligheidsraad Verenigde Naties
Resolutie 357 van de Veiligheidsraad van de Verenigde Naties werd aangenomen op 14 augustus 1974. Dat gebeurde op de 1792ste vergadering van de Raad.

## Achtergrond
In 1964 hadden de VN de UNFICYP-vredesmacht op Cyprus gestationeerd na het geweld tussen de twee bevolkingsgroepen op het eiland. Deze was tien jaar later nog steeds aanwezig toen er opnieuw geweld uitbrak nadat Griekenland een staatsgreep probeerde te plegen en Turkije het noorden van het eiland bezette.

## Inhoud
De Veiligheidsraad:
- Bevestigt resoluties 353, 354 en 355;
- Betreurt ten zeerste het hernieuwde geweld in Cyprus, in strijd met resolutie 353;

1. Bevestigt resolutie 353, en roept alle betrokken partijen deze op te volgen;
2. Eist van alle betrokken partijen een staakt-het-vuren;
3. Roept op het overleg weer op te nemen, in overeenstemming met resolutie 353;
4. Besluit de situatie in zijn agenda te houden en oproepbaar te blijven, opdat bij geen gehoor, onmiddellijk overwogen kan worden, welke volgende stappen genomen dienen te worden.

## Verwante resoluties
- Resolutie 359 Veiligheidsraad Verenigde Naties
- Resolutie 360 Veiligheidsraad Verenigde Naties

Lijst ·  345 ·  346 ·  347 ·  348 ·  349 ·  350 ·  351 ·  352 ·  353 ·  354 ·  355 ·  356 ·  357 ·  358 ·  359 ·  360 ·  361 ·  362 ·  363 ·  364 ·  365 ·  366